# Ernest Bergmann
Ernest Henri Emile Auguste Bergmann (Lier, 5 april 1841 - 13 mei 1925) was een Belgisch politicus voor de Liberale Partij.

## Levensloop
Bergmann behoorde tot een familie die invloedrijk was in Lier. Hij was de zoon van burgemeester George Bergmann en de broer van de schrijver Anton Bergmann alias Tony. Hij werd licentiaat in de handelswetenschappen (1860) en Consul generaal van België in Buenos Aires (1885-1887).
In 1900 werd hij verkozen tot liberaal senator van het Kiesarrondissement Mechelen-Turnhout. Hij zetelde in deze hoedanigheid tot in 1921.
Na de dood van zijn broer huwde hij diens weduwe Elisabeth Van Acker. Ze liggen samen begraven op het Begraafpark Mechelsepoort. Hij bezat een honderdtal huizen, waaronder enkele panden op de Grote Markt in Lier.